# Enzo Rossi Roiss

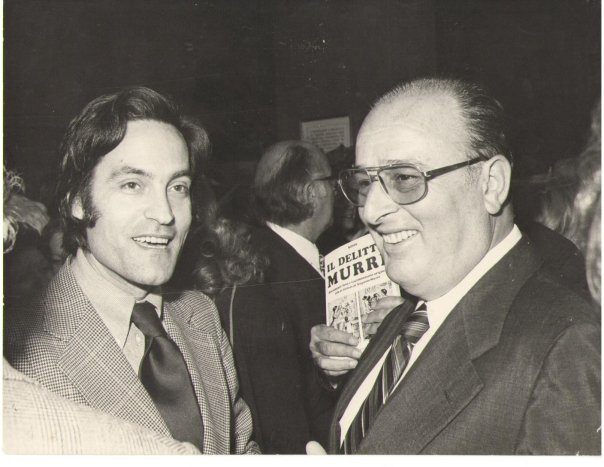
1974 - Enzo Rossi Roiss a Bologna col regista Mauro Bolognini, nel giorno della première del film Fatti di gente per bene. (Foto di Paolo Ferrari).

Enzo Rossi Ròiss, nome d'arte di Vincenzo Rossi (Novoli, 14 settembre 1937 – Bologna, 20 novembre 2023), è stato un giornalista, scrittore e poeta italiano.

## Biografia

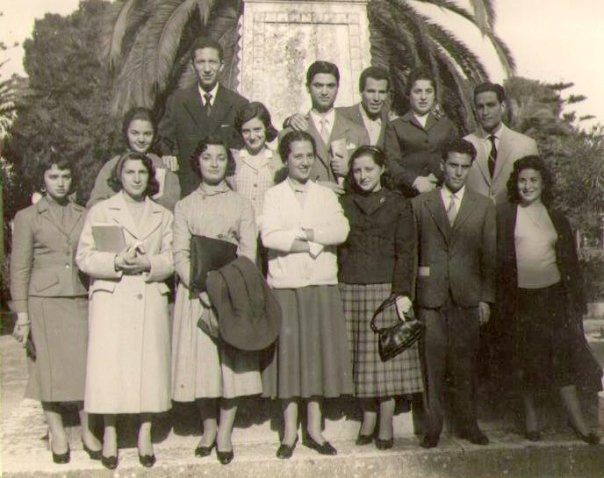
1957 - Enzo Rossi Roiss a Lecce, con alcuni allievi del Conservatorio "Tito Schipa" nel giorno del saggio di fine d'anno (baritono, ultimo a destra in giacca bianca).

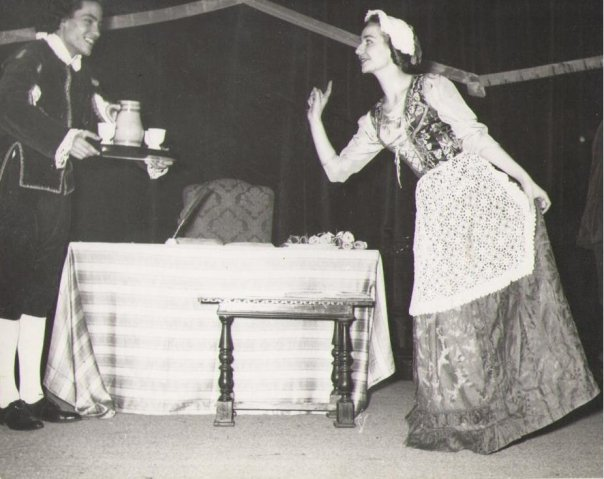
1957 (aprile) - Enzo Rossi Roiss a Bologna, attore sul palcoscenico della Compagnia Teatrale del Teatro Minimo diretto da Renato Lelli.

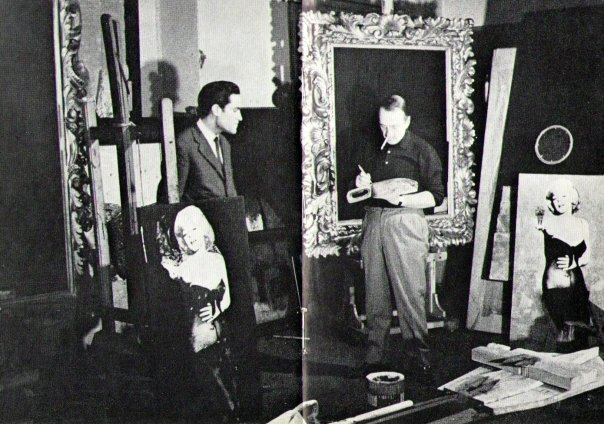
1962 - Enzo Rossi Roiss a Milano nell'atelier di (e con) Roberto Crippa.

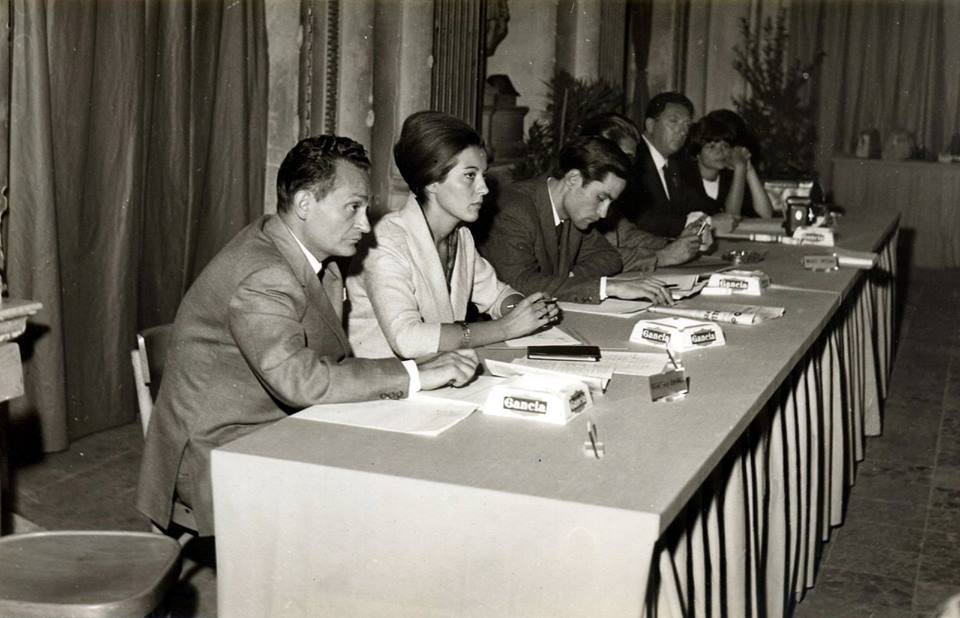
1963 - Enzo Rossi Roiss a Verrucchio/Forlì per un convegno organizzato da Gerardo Dasi

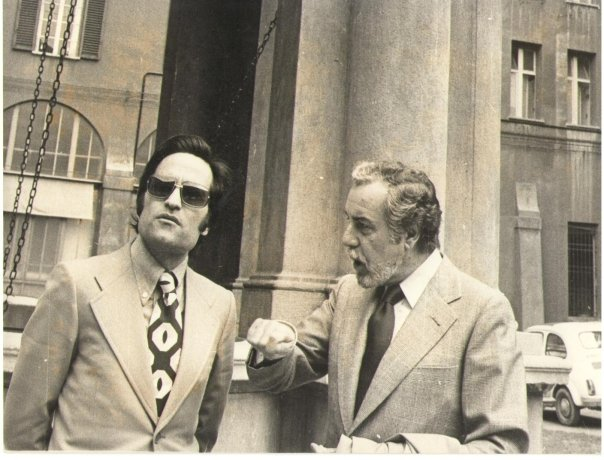
1974 - Enzo Rossi Roiss a Bologna nel cortile di Palazzo d'Accursio con l'attore spagnolo Fernando Rey, interprete di Augusto Murri nel film "Fatti di gente perbene" di Mauro Bolognini.

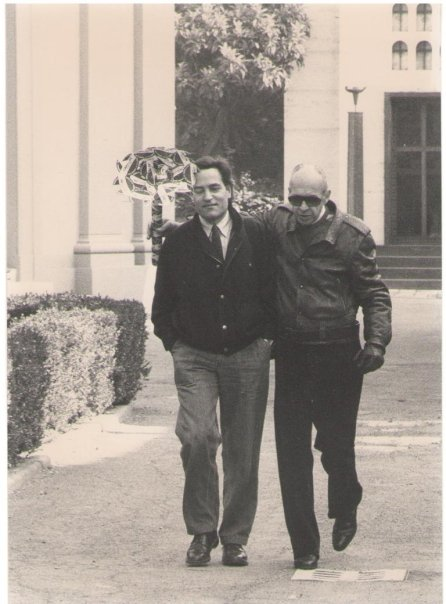
1984 - Enzo Rossi Roiss con Guglielmo Achille Cavellini nel cimitero della Certosa per rendere omaggio a Giorgio Morandi.

Nato e cresciuto in Salento, studiò giornalismo presso l'Università di Urbino, e dopo un periodo di lavoro a Roma, Lecco e Milano si stabilì a Bologna.
Nel 1964 fondò e diresse la casa editrice Edizioni Svolta e il periodico Svolta (1964). Altri periodici fondati e diretti: Nucleo D (Milano 1972) reintestato Nucleo Arte (Bologna), Merdre – Antologia del sapere patafisico (Bologna 1987) e Art ut Art (Bologna 1995). 
Autore prolifico, sia di versi che di prosa, come critico d'arte si interessò poesia visiva, cartapesta, patafisica, vetri d'artista, arte lettone contemporanea, mercato dell'arte, eros degli artisti. 
Fondò l'Associazione Culturale Italo-Baltica, della quale fu segretario generale. 
Fu Commissario della Lettonia debuttante alla XLVII Biennale di Venezia d'Arte Internazionale nel 1997. 
Curò l'esposizione “Priapeide” per il Carnevale di Venezia 2006, organizzata dalla Compagnia della Calza “I Antichi”. 
Realizzò anche opere assimilabili alla poesia visiva. Fu vincitore del premio speciale "Mario Stefani alla memoria" 2006.
Il saggio-romanzo Il delitto Murri è stato una delle fonti utilizzate nel 1974 per il film Fatti di gente perbene di Mauro Bolognini e per il romanzo storico Indecent Secrets: The Infamous Murri Murder Affair di Christina Vella nel 2006.
Nel 2024 è stato istituito e assegnato il "Premio Enzo Rossi-Ròiss per l'erotismo patafisico", menzione speciale al 32º Festival di Poesia Erotica «Baffo - Zancopè», organizzato a Venezia dalla Compagnia della Calza "I Antichi" nel Teatro a l'Avogaria.

## Opere principali
- Poemi Doping I, Edizioni Svolta, 1964
- Dal Paese dei Don, Edizioni Svolta, 1969
- Diciamolo – Romanzescherie, Edizioni Svolta, 1969
- Guida pratica per chi va in galera (con prefazione di Luca Goldoni), Edizioni Svolta, 1971[10]
- Poemi Doping II, Edizioni Svolta, 1974
- Il delitto Murri, Arnaldo Forni Editore, 1974
- L'innocenza di Tullio Murri, Edizioni Svolta, 1975
- Poemi Doping III, Edizioni Svolta, 1975 (con una Epistola sui poeti di Gianni Celati)
- Il bianco, la merda, Manzoni, Edizioni Other, 1979
- Cartapesta e cartapestai, Libera Università Europea, 1983
- Partigiani in azione (con prefazione di Max Salvadori), Fotografis, 1983
- Merdre – Antologia del sapere patafisico (5 tomi), Edizioni Svolta, 1987-1990
- Dossier Pozzati, Edizioni Svolta, 1990
- Dossier Manzoni, Edizioni Svolta, 1991
- Vis d'arte (con introduzione di Vincenzo Accame), Edizioni Svolta, 1992
- Solitario nel rifiuto, Severgnini, 1993 (con testi di Roberto Roversi, Elio Filippo Accrocca, Eugenio Miccini)
- L'arte lettone contemporanea, Campanotto, 1996
- Pendant la fête tu seras la belle, Iles Célèbes, 1996
- Francis Bacon disegnatore in Italia, Iles Célèbes, 1996
- MagniFicaMente, Iles Célèbes, 2000
- Carmina vulvae, Iles Célèbes, 2001
- Cartapesteide, Quattroventi, 2006
- Vulvaepistolarium, Iles Célèbes, 2007
- Mondo lettone made in Italy, Quattroventi, 2007
- Poemi Doping (1964-2007), I Antichi Editori, 2008
- Ad Personam...ficofora (ebook[11]), I Antichi Editori, 2013
- Il male oscuro zibal-Ròiss-doneggiato a go go, Nuova Svolta & Iles Célèbes, 2018
- Dossier Piero Manzoni - Tomo Secondo, Prearo Editore, 2020 ISBN 88-7348-143-4